# Chanzy (1894)
El Chanzy fue un crucero acorazado de la Marina Francesa, que formaba parte de los cuatro buques que componían la clase Amiral Charner.

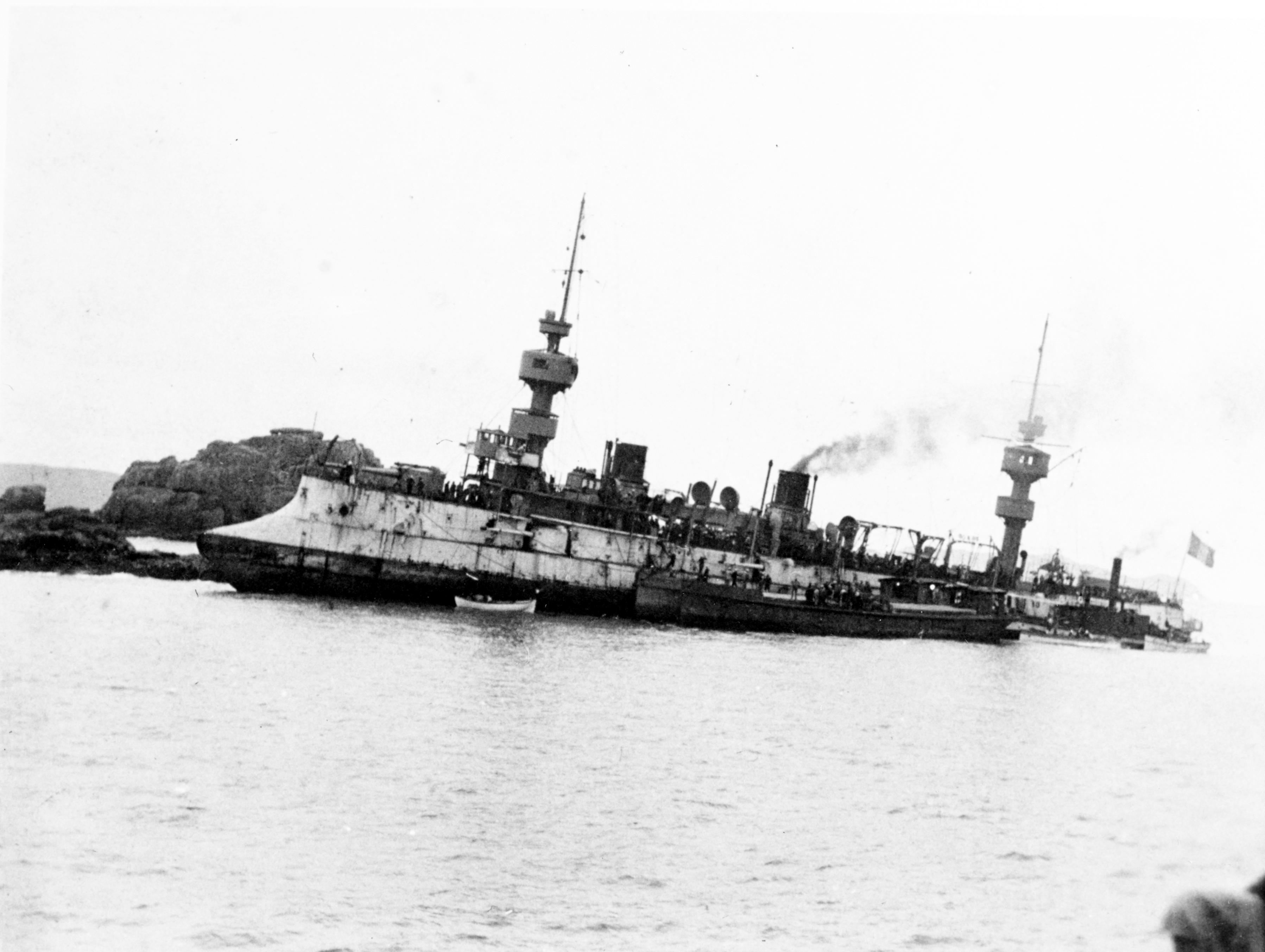
Chanzy después de encallar, 30 de mayo de 1907.

Tras sus pruebas de navegación en 1895, El Chanzy sirvió en el Caribe y en el Lejano Oriente.
En 1907, el crucero encalló  el 20 de mayo de 1907 en un arrecife del archipiélago Tchou-SAN, y al resultar infructuosas las maniobras por reflotarlo, fue destruido el 30 de mayo. 

### Buques de la clase
• Bruix
• Amiral Charner
• Latouche-Tréville

### Listas relacionadas
- Anexo:Cruceros acorazados por país